# Paulus Nicolai Ekerman
Paulus Nicolai Ekerman, född 21 juni 1664 i Eksjö stadsförsamling, Jönköpings län, död 8 maj 1731, var en svensk präst.

## Biografi
Paulus Ekerman föddes 1664 i Eksjö stadsförsamling. Han var son till rådmannen Nils Bengtsson och Margareta Jakobsdotter Aschling. Ekerman blev 1680 student vid Uppsala universitet och avlade senare filosofie kandidatexamen. Han prästvigdes 1694 och blev samma år rektor vid Vadstena trivialskola och kyrkoherde i Orlunda församling. Ekerman blev 1698 kyrkoherde i Västra Eneby församling och 2 september 1717 kontraktsprost i Kinds kontrakt. Han avled 1731.

### Familj
Ekerman gifte sig 24 juli 1694 med Maria Löfgren (1677–1725), dotter till domprosten Petrus Löfgren i Linköpings församling och Apollonia Danckwardt. De fick tillsammans barnen Margareta Ekerman (född 1695), professorn Petrus Ekerman (1697–1783) vid Uppsala universitet, Apollonia Ekerman (född 1698) som var gift med kronofogden Magnus Philander i Valla, Kättilstads socken, Nils Ekerman (1700–1700), stadssekreteraren Samuel Ekerman (1701–1754) i Stockholm, Helena Ekerman (1703–1704), Paulus Ekerman (1706–1708), Eva Elisabet Ekerman (född 1707) som var gift med kyrkoherden Petrus Enewald i Vists församling och kaptenen D. Enander på Haddorp, Slaka socken, borgmästaren Paul Ekerman (1708–1749) i Göteborg, Anna Maria Ekerman (1709–1710), Anna Maria Ekerman (född 1711), handelsborgmästaren Johan Ekerman (1712–1789) i Stockholm, kyrkoherden Jacob Ekerman (1713–1778) i Jönköpings Kristina församling, Jönköping, Rebecka Ekerman (1714) som var gift med kyrkoherden Zacharias Juringius i Västra Eneby församling och Margareta Ekerman (född 1717).